# 100553 Dariofo
100553 Dariofo este un asteroid care intersectează orbita planetei Marte.

## Descriere
100553 Dariofo este un asteroid care intersectează orbita planetei Marte. Asteroidul prezintă o orbită caracterizată de o semiaxă mare de 1,78 ua, o excentricitate de 0,16 și o înclinație de 9,8° în raport cu ecliptica.